# Spermacoce buchneri
Spermacoce buchneri är en måreväxtart som först beskrevs av Karl Moritz Schumann, och fick sitt nu gällande namn av Rafaël Herman Anna Govaerts. Spermacoce buchneri ingår i släktet Spermacoce och familjen måreväxter. Inga underarter finns listade i Catalogue of Life.